# Плантье, Клод-Анри-Огюстен
Клод-Анри-Огюстен Плантье (фр. Claude-Henri-Augustin Plantier; 2 марта 1813, Сезерьё, Овернь — 25 мая 1875, Ним) — французский религиозный деятель, прелат, епископ Нима (с 1855 по 1875), яростный приверженец ультрамонтанской партии, борец с протестантизмом.
Рукоположен в ноябре 1855 года. Служил священником, был одним из самых выдающихся членов монашеского ордена картезианцев, объединявшего епархиальных миссионеров в Лионе. После реорганизации богословского факультета в Лионе в 1838 году занял кафедру иврита, его лекции позже были изданы под названием «Литературные исследования библейских поэтов».
Видный участник дебатов о непогрешимости папы римского, с кардиналом Луи Пье, епископом Пуатье. Некоторые из его комментариев вызвали реакцию Бисмарка.
Также был противником корриды, в 1863 году опубликовал против её проведения пастырское письмо.

## Избранные публикации
- «Etudes littéraires sur la poésie biblique» (1855),
- «Règles de la vie sacerdotale» (1858),
- «L’encyclique et les appréciations hostiles dont elle a été l’objet» (1860),
- «La vraie vie de Jésus» (1864),
- «Sur les périls cachés pour la foi sous les mots décevants d’idées modernes» (1864),
- «Iustruction pastorale coutre la morale indépendante» (1866)
- Pie IX défenseur et vengeur de la vraie civilisation (1866)
- «Sur les Conciles généraux» (1869) и др.